# Bundestagswahlkreis Gotha – Ilm-Kreis
Der Bundestagswahlkreis Gotha – Ilm-Kreis (Wahlkreis 191; bis zur Bundestagswahl 2021 Wahlkreis 192) ist ein Wahlkreis in Thüringen. Er umfasst den Landkreis Gotha und den Ilm-Kreis. Bei der Bundestagswahl 2005 waren 218.863 Einwohner wahlberechtigt. Der Vorgängerwahlkreis mit ähnlichem Territorium war der Wahlkreis Gotha – Arnstadt, der zur Bundestagswahl 2002 um die Gebiete des ehemaligen Kreis Ilmenau im Süden ergänzt wurde.

## Wahlkreisgeschichte
| Wahl      | Wahlkreisname         | Gebiet                              |
| --------- | --------------------- | ----------------------------------- |
| 1990–1998 | 299 Gotha – Arnstadt  | Landkreis Gotha, Landkreis Arnstadt |
| 2002–2005 | 193 Gotha – Ilm-Kreis | Landkreis Gotha, Ilm-Kreis          |
| 2009–2021 | 192 Gotha – Ilm-Kreis | Landkreis Gotha, Ilm-Kreis          |
| 2025–     | 191 Gotha – Ilm-Kreis | Landkreis Gotha, Ilm-Kreis          |

## Wahlkreisabgeordnete
| Wahl | Abgeordneter | Abgeordneter       | Partei | Stimmen in % |
| ---- | ------------ | ------------------ | ------ | ------------ |
| 1990 |              | Gerhard Päselt     | CDU    | 46,7         |
| 1994 | 43,1         | Gerhard Päselt     | CDU    |              |
| 1998 |              | Gerhard Neumann    | SPD    | 40,1         |
| 2002 |              | Petra Heß          | SPD    | 41,8         |
| 2005 | 37,2         | Petra Heß          | SPD    |              |
| 2009 |              | Tankred Schipanski | CDU    | 29,1         |
| 2013 | 37,3         | Tankred Schipanski | CDU    |              |
| 2017 | 29,0         | Tankred Schipanski | CDU    |              |
| 2021 |              | Marcus Bühl        | AfD    | 26,5         |
| 2025 | 41,2         | Marcus Bühl        | AfD    |              |

## Wahlergebnisse

### Bundestagswahl 2025
| Kandidaten                                            | Kandidaten               | Parteien/Listen     | Erststimmen | Erststimmen | Zweitstimmen | Zweitstimmen |
| Kandidaten                                            | Kandidaten               | Parteien/Listen     | Stimmen     | %           | Stimmen      | %            |
| ----------------------------------------------------- | ------------------------ | ------------------- | ----------- | ----------- | ------------ | ------------ |
|                                                       | Marcus Bühlgewählt im WK | AfD                 | 60.354      | 41,2        | 59.557       | 40,6         |
|                                                       | Florian Wagner           | SPD                 | 14.681      | 10,0        | 12.958       | 8,8          |
|                                                       | Tankred Schipanski       | CDU                 | 29.345      | 20,0        | 25.908       | 17,6         |
|                                                       | Sascha Bilay             | Die Linke           | 18.753      | 12,8        | 21.965       | 15,0         |
|                                                       | Martin Mölders           | FDP                 | 2.998       | 2,0         | 3.904        | 2,7          |
|                                                       | Madeleine Henfling       | GRÜNE               | 4.403       | 3,0         | 5.151        | 3,5          |
|                                                       | Mathias Nicolai          | FREIE WÄHLER        | 3.236       | 2,2         | 2.449        | 1,7          |
|                                                       | –                        | Volt                | –           | –           | 698          | 0,5          |
|                                                       | –                        | MLPD                | –           | –           | 178          | 0,1          |
|                                                       | –                        | Bündnis Deutschland | –           | –           | 464          | 0,3          |
|                                                       | Juliane Hein             | BSW                 | 11.660      | 8,0         | 13.596       | 9,3          |
|                                                       | Alexander Hahn           | Einzelbewerber      | 235         | 0,2         | –            | –            |
|                                                       | Timo Pradel              | Einzelbewerber      | 967         | 0,7         | –            | –            |
| Gesamt                                                | Gesamt                   | Gesamt              | 146.632     | 100         | 146.828      | 100          |
|                                                       |                          |                     |             |             |              |              |
| Ungültige Stimmen                                     | Ungültige Stimmen        | Ungültige Stimmen   | 1.353       | 0,9         | 1.157        | 0,8          |
| Wähler                                                | Wähler                   | Wähler              | 147.985     | 80,3        | 147.985      | 80,3         |
| Wahlberechtigte                                       | Wahlberechtigte          | Wahlberechtigte     | 184.279     |             | 184.279      |              |
|                                                       |                          |                     |             |             |              |              |
| Quellen: Die Bundeswahlleiterin, Kandidaten – Stimmen |                          |                     |             |             |              |              |

### Bundestagswahl 2021
| Kandidaten                                            | Kandidaten                                          | Parteien/Listen   | Erststimmen | Erststimmen | Zweitstimmen | Zweitstimmen |
| Kandidaten                                            | Kandidaten                                          | Parteien/Listen   | Stimmen     | %           | Stimmen      | %            |
| ----------------------------------------------------- | --------------------------------------------------- | ----------------- | ----------- | ----------- | ------------ | ------------ |
|                                                       | Tankred Schipanski                                  | CDU               | 25.918      | 18,4        | 21.820       | 15,5         |
|                                                       | Marcus Bühlgewählt im WK                            | AfD               | 37.249      | 26,5        | 36.522       | 26,0         |
|                                                       | Cornelia Wanderer                                   | DIE LINKE         | 15.579      | 11,1        | 15.454       | 11,0         |
|                                                       | Michael Christian Müller                            | SPD               | 33.085      | 23,5        | 33.437       | 23,8         |
|                                                       | Martin Mölders                                      | FDP               | 9.494       | 6,8         | 12.126       | 8,6          |
|                                                       | Stephan Ostermann                                   | GRÜNE             | 6.498       | 4,6         | 8.100        | 5,8          |
|                                                       | Sylke Mönch                                         | Freie Wähler      | 5.622       | 4,0         | 3.810        | 2,7          |
|                                                       | Frank-Peter Prüger                                  | Die PARTEI        | 2.783       | 2,0         | 1.791        | 1,3          |
|                                                       | –                                                   | NPD               | –           | –           | 437          | 0,3          |
|                                                       | –                                                   | ödp               | –           | –           | 162          | 0,1          |
|                                                       | –                                                   | PIRATEN           | –           | –           | 759          | 0,5          |
|                                                       | –                                                   | V-Partei³         | –           | –           | 133          | 0,1          |
|                                                       | Louisa Nadia Marie Baronesse von Freytag-Löringhoff | MLPD              | 411         | 0,3         | 235          | 0,2          |
|                                                       | Sven-Jano Bien                                      | die Basis         | 2.435       | 1,7         | 2.351        | 1,7          |
|                                                       | –                                                   | MENSCHLICHE WELT  | –           | –           | 405          | 0,3          |
|                                                       | –                                                   | Die Humanisten    | –           | –           | 173          | 0,1          |
|                                                       | –                                                   | Tierschutzpartei  | –           | –           | 2.168        | 1,5          |
|                                                       | –                                                   | Team Todenhöfer   | –           | –           | 297          | 0,2          |
|                                                       | –                                                   | Volt              | –           | –           | 468          | 0,3          |
|                                                       | André Pfannschmidt                                  | Graue Panther     | 961         | 0,7         | –            | –            |
|                                                       | Timo Pradel                                         | THP               | 549         | 0,4         | –            | –            |
| Gesamt                                                | Gesamt                                              | Gesamt            | 140.584     | 100         | 140.648      | 100          |
|                                                       |                                                     |                   |             |             |              |              |
| Ungültige Stimmen                                     | Ungültige Stimmen                                   | Ungültige Stimmen | 1.982       | 1,4         | 1.918        | 1,3          |
| Wähler                                                | Wähler                                              | Wähler            | 142.566     | 74,8        | 142.566      | 74,8         |
| Wahlberechtigte                                       | Wahlberechtigte                                     | Wahlberechtigte   | 190.519     |             | 190.519      |              |
|                                                       |                                                     |                   |             |             |              |              |
| Quellen: Die Bundeswahlleiterin, Kandidaten – Stimmen |                                                     |                   |             |             |              |              |

### Bundestagswahl 2017
| Kandidaten                                          | Kandidaten                      | Parteien/Listen   | Erststimmen | Erststimmen | Zweitstimmen | Zweitstimmen |
| Kandidaten                                          | Kandidaten                      | Parteien/Listen   | Stimmen     | %           | Stimmen      | %            |
| --------------------------------------------------- | ------------------------------- | ----------------- | ----------- | ----------- | ------------ | ------------ |
|                                                     | Tankred Schipanskigewählt im WK | CDU               | 42.221      | 29,0        | 40.576       | 27,8         |
|                                                     | Anke Hofmann-Domke              | DIE LINKE         | 22.674      | 15,6        | 22.920       | 15,7         |
|                                                     | Petra Heß                       | SPD               | 27.120      | 18,6        | 20.391       | 14,0         |
|                                                     | Carsten Günther                 | AfD               | 34.798      | 23,9        | 35.091       | 24,1         |
|                                                     | Matthias Schlegel               | GRÜNE             | 4.809       | 3,3         | 5.411        | 3,7          |
|                                                     | –                               | NPD               | –           | –           | 1.824        | 1,3          |
|                                                     | Martin Mölders                  | FDP               | 8.775       | 6,0         | 11.218       | 7,7          |
|                                                     | –                               | PIRATEN           | –           | –           | 733          | 0,5          |
|                                                     | Wolfgang Sturm                  | FREIE WÄHLER      | 5.198       | 3,6         | 2.691        | 1,8          |
|                                                     | –                               | ödp               | –           | –           | 541          | 0,4          |
|                                                     | –                               | MLPD              | –           | –           | 193          | 0,1          |
|                                                     | –                               | BGE               | –           | –           | 459          | 0,3          |
|                                                     | –                               | DM                | –           | –           | 829          | 0,6          |
|                                                     | –                               | Die PARTEI        | –           | –           | 2.654        | 1,8          |
|                                                     | –                               | V-Partei³         | –           | –           | 347          | 0,2          |
| Gesamt                                              | Gesamt                          | Gesamt            | 145.595     | 100         | 145.878      | 100          |
|                                                     |                                 |                   |             |             |              |              |
| Ungültige Stimmen                                   | Ungültige Stimmen               | Ungültige Stimmen | 2.470       | 1,7         | 2.187        | 1,5          |
| Wähler                                              | Wähler                          | Wähler            | 148.065     | 74,7        | 148.065      | 74,7         |
| Wahlberechtigte                                     | Wahlberechtigte                 | Wahlberechtigte   | 198.341     |             | 198.341      |              |
|                                                     |                                 |                   |             |             |              |              |
| Quellen: Der Bundeswahlleiter, Kandidaten – Stimmen |                                 |                   |             |             |              |              |

### Bundestagswahl 2013
| Kandidaten                                          | Kandidaten                      | Parteien/Listen   | Erststimmen | Erststimmen | Zweitstimmen | Zweitstimmen |
| Kandidaten                                          | Kandidaten                      | Parteien/Listen   | Stimmen     | %           | Stimmen      | %            |
| --------------------------------------------------- | ------------------------------- | ----------------- | ----------- | ----------- | ------------ | ------------ |
|                                                     | Tankred Schipanskigewählt im WK | CDU               | 51.861      | 37,3        | 53.196       | 38,2         |
|                                                     | Martina Renner                  | DIE LINKE         | 28.015      | 20,1        | 30.758       | 22,1         |
|                                                     | Petra Heß                       | SPD               | 34.726      | 25,0        | 23.815       | 17,1         |
|                                                     | Torsten Köhler-Hohlfeld         | FDP               | 1.879       | 1,4         | 3.280        | 2,4          |
|                                                     | Steffen Fuchs                   | GRÜNE             | 4.117       | 3,0         | 6.414        | 4,6          |
|                                                     | Sebastian Reiche                | NPD               | 4.689       | 3,4         | 4.416        | 3,2          |
|                                                     | Andreas Kaßbohm                 | PIRATEN           | 3.656       | 2,6         | 3.566        | 2,6          |
|                                                     | –                               | ÖDP               | –           | –           | 734          | 0,5          |
|                                                     | –                               | REP               | –           | –           | 343          | 0,2          |
|                                                     | –                               | MLPD              | –           | –           | 182          | 0,1          |
|                                                     | Jens Dietrich                   | AfD               | 8.063       | 5,8         | 10.309       | 7,4          |
|                                                     | Annette Garcia                  | FREIE WÄHLER      | 2.067       | 1,5         | 2.079        | 1,5          |
| Gesamt                                              | Gesamt                          | Gesamt            | 139.073     | 100         | 139.092      | 100          |
|                                                     |                                 |                   |             |             |              |              |
| Ungültige Stimmen                                   | Ungültige Stimmen               | Ungültige Stimmen | 2.388       | 1,7         | 2.369        | 1,7          |
| Wähler                                              | Wähler                          | Wähler            | 141.461     | 68,7        | 141.461      | 68,7         |
| Wahlberechtigte                                     | Wahlberechtigte                 | Wahlberechtigte   | 205.859     |             | 205.859      |              |
|                                                     |                                 |                   |             |             |              |              |
| Quellen: Der Bundeswahlleiter, Kandidaten – Stimmen |                                 |                   |             |             |              |              |

### Bundestagswahl 2009
| Kandidaten                                          | Kandidaten                      | Parteien/Listen   | Erststimmen | Erststimmen | Zweitstimmen | Zweitstimmen |
| Kandidaten                                          | Kandidaten                      | Parteien/Listen   | Stimmen     | %           | Stimmen      | %            |
| --------------------------------------------------- | ------------------------------- | ----------------- | ----------- | ----------- | ------------ | ------------ |
|                                                     | Petra Heß                       | SPD               | 37.032      | 26,9        | 27.089       | 19,6         |
|                                                     | Cornelia Hirsch                 | DIE LINKE         | 35.942      | 26,1        | 38.257       | 27,7         |
|                                                     | Tankred Schipanskigewählt im WK | CDU               | 40.063      | 29,1        | 42.482       | 30,8         |
|                                                     | Anja Kolbe                      | FDP               | 10.056      | 7,3         | 12.392       | 9,0          |
|                                                     | Katrin Göring-Eckardt           | GRÜNE             | 7.391       | 5,4         | 7.608        | 5,5          |
|                                                     | Sebastian Reiche                | NPD               | 5.475       | 4,0         | 4.925        | 3,6          |
|                                                     | –                               | REP               | –           | –           | 513          | 0,4          |
|                                                     | –                               | MLPD              | –           | –           | 191          | 0,1          |
|                                                     | –                               | ödp               | –           | –           | 499          | 0,4          |
|                                                     | –                               | PIRATEN           | –           | –           | 3.995        | 2,9          |
|                                                     | Silke Möller                    | Einzelbewerber    | 672         | 0,5         | –            | –            |
|                                                     | Stephan Beyer                   | Einzelbewerber    | 1.176       | 0,9         | –            | –            |
| Gesamt                                              | Gesamt                          | Gesamt            | 137.807     | 100         | 137.951      | 100          |
|                                                     |                                 |                   |             |             |              |              |
| Ungültige Stimmen                                   | Ungültige Stimmen               | Ungültige Stimmen | 2.112       | 1,5         | 1.968        | 1,4          |
| Wähler                                              | Wähler                          | Wähler            | 139.919     | 65,2        | 139.919      | 65,2         |
| Wahlberechtigte                                     | Wahlberechtigte                 | Wahlberechtigte   | 214.511     |             | 214.511      |              |
|                                                     |                                 |                   |             |             |              |              |
| Quellen: Der Bundeswahlleiter, Kandidaten – Stimmen |                                 |                   |             |             |              |              |

### Bundestagswahl 2005
| Kandidaten                                          | Kandidaten             | Parteien/Listen   | Erststimmen | Erststimmen | Zweitstimmen | Zweitstimmen |
| Kandidaten                                          | Kandidaten             | Parteien/Listen   | Stimmen     | %           | Stimmen      | %            |
| --------------------------------------------------- | ---------------------- | ----------------- | ----------- | ----------- | ------------ | ------------ |
|                                                     | Petra Heßgewählt im WK | SPD               | 60.384      | 37,2        | 50.019       | 30,8         |
|                                                     | Claudia Nolte          | CDU               | 47.115      | 29,0        | 42.966       | 26,5         |
|                                                     | Adrian Karsten Pietsch | Die Linke.        | 34.761      | 21,4        | 40.120       | 24,7         |
|                                                     | Franco Bauer           | FDP               | 7.598       | 4,7         | 12.399       | 7,6          |
|                                                     | Astrid Rothe-Beinlich  | GRÜNE             | 4.171       | 2,6         | 7.170        | 4,4          |
|                                                     | Michael Burkert        | NPD               | 7.118       | 4,4         | 6.296        | 3,9          |
|                                                     | –                      | REP               | –           | –           | 1.096        | 0,7          |
|                                                     | –                      | GRAUE             | –           | –           | 1.645        | 1,0          |
|                                                     | –                      | MLPD              | –           | –           | 715          | 0,4          |
|                                                     | Andreas Kurt Ebert     | PBC               | 1.085       | 0,7         | –            | –            |
| Gesamt                                              | Gesamt                 | Gesamt            | 162.232     | 100         | 162.426      | 100          |
|                                                     |                        |                   |             |             |              |              |
| Ungültige Stimmen                                   | Ungültige Stimmen      | Ungültige Stimmen | 3.619       | 2,2         | 3.425        | 2,1          |
| Wähler                                              | Wähler                 | Wähler            | 165.851     | 75,8        | 165.851      | 75,8         |
| Wahlberechtigte                                     | Wahlberechtigte        | Wahlberechtigte   | 218.863     |             | 218.863      |              |
|                                                     |                        |                   |             |             |              |              |
| Quellen: Der Bundeswahlleiter, Kandidaten – Stimmen |                        |                   |             |             |              |              |

Die Abgeordnete Petra Heß stammt aus der Gemeinde Crawinkel, die als einzige bis 1994 zum Kreis Arnstadt (Vorgänger des Ilm-Kreises) und seit 1994 zum Landkreis Gotha gehört.

### Bundestagswahl 2002
| Kandidaten                                          | Kandidaten               | Parteien/Listen   | Erststimmen | Erststimmen | Zweitstimmen | Zweitstimmen |
| Kandidaten                                          | Kandidaten               | Parteien/Listen   | Stimmen     | %           | Stimmen      | %            |
| --------------------------------------------------- | ------------------------ | ----------------- | ----------- | ----------- | ------------ | ------------ |
|                                                     | Petra Heßgewählt im WK   | SPD               | 68.076      | 41,8        | 66.231       | 40,5         |
|                                                     | Claudia Helga Nolte      | CDU               | 50.151      | 30,8        | 48.951       | 29,9         |
|                                                     | Frank Kuschel            | PDS               | 29.106      | 17,9        | 26.509       | 16,2         |
|                                                     | Bernd Hornaff            | GRÜNE             | 4.814       | 3,0         | 6.321        | 3,9          |
|                                                     | Roland Günter Buttgereit | FDP               | 10.573      | 6,5         | 9.493        | 5,8          |
|                                                     | –                        | REP               | –           | –           | 1.224        | 0,7          |
|                                                     | –                        | GRAUE             | –           | –           | 793          | 0,5          |
|                                                     | –                        | ödp               | –           | –           | 388          | 0,2          |
|                                                     | –                        | NPD               | –           | –           | 1.303        | 0,8          |
|                                                     | –                        | Schill            | –           | –           | 2.452        | 1,5          |
| Gesamt                                              | Gesamt                   | Gesamt            | 162.720     | 100         | 163.665      | 100          |
|                                                     |                          |                   |             |             |              |              |
| Ungültige Stimmen                                   | Ungültige Stimmen        | Ungültige Stimmen | 3.286       | 2,0         | 2.341        | 1,4          |
| Wähler                                              | Wähler                   | Wähler            | 166.006     | 75,4        | 166.006      | 75,4         |
| Wahlberechtigte                                     | Wahlberechtigte          | Wahlberechtigte   | 220.101     |             | 220.101      |              |
|                                                     |                          |                   |             |             |              |              |
| Quellen: Der Bundeswahlleiter, Kandidaten – Stimmen |                          |                   |             |             |              |              |